# Challenge Trophy 1967
De Challenge Trophy 1967 was het 45e seizoen van Canada's nationale voetbalbeker voor mannenploegen, toen de enige nationale voetbalcompetitie in het land. De bekercompetitie werd gespeeld in de maand september met de finale die plaatsvond op 30 september 1967 te Calgary (Alberta).

## Deelnemende teams
Zeven van de tien Canadese provincies vaardigden een team af om deel te nemen aan het Challenge Trophy-seizoen van 1967. Het betrof:
| Provincie    | Team                     | Plaats       |
| ------------ | ------------------------ | ------------ |
| Alberta      | Calgary Buffalo Kickers  | Calgary      |
| Quebec       | Celtic Verdun            | Verdun       |
| Manitoba     | Winnipeg Thistle FC      | Winnipeg     |
| Newfoundland | St. Lawrence Laurentians | St. Lawrence |
| Nova Scotia  | Sydney Esso Ramblers     | Sydney       |
| Ontario      | Toronto Ballymena United | Toronto      |
| Saskatchewan | Saskatoon City           | Saskatoon    |

De provincie Newfoundland vaardigde voor het eerst in de bekergeschiedenis een team af; dit omdat hun provinciale voetbalbond eerder dat jaar toegetreden was tot de Canadese voetbalbond.

## Toernooi

### Format
Vanwege het oneven aantal deelnemers kregen de Calgary Buffalo Kickers uit Alberta – de provincie die de finale organiseerde – een bye voor de eerste ronde. In die ronde speelden de zes overblijvende provincies (in hun eigen landsgedeelte) tegen elkaar op basis van hun geografische ligging. Zo namen de twee westelijke (Saskatchewan en Manitoba), de twee centrale (Ontario en Quebec) en de twee oostelijke (Nova Scotia en Newfoundland) overblijvende deelnemende provincies het tegen elkaar op.
De drie doorstotende teams en de Calgary Buffalo Kickers werden verdeeld in een westelijk en oostelijk paar voor de halve finales, waarna de winnaars van die halve finales het tegen elkaar opnamen voor de eindwinst.

### Eerste ronde
| Datum        | Thuisploeg               | Uitslag | Uitploeg                 |
| ------------ | ------------------------ | ------- | ------------------------ |
| 16 september | Celtic Verdun            | 0–5     | Toronto Ballymena United |
| 17 september | Saskatoon City           | 7–1     | Winnipeg Thistle FC      |
| ? september  | St. Lawrence Laurentians | 9–1     | Sydney Esso Ramblers     |

### Halve finale
| Datum        | Thuisploeg               | Uitslag | Uitploeg                 |
| ------------ | ------------------------ | ------- | ------------------------ |
| 23 september | Calgary Buffalo Kickers  | 5–0     | Saskatoon City           |
| 23 september | Toronto Ballymena United | 3–2     | St. Lawrence Laurentians |

### Finale
De Calgary Buffalo Kickers speelden op 30 september 1967 voor eigen publiek de finale tegen Toronto Ballymena United. De 1.000 toeschouwers in het Mewata Stadium in Calgary zagen de bezoekers uit Ontario de wedstrijd met 0–1 winnen.
Het was de achtste maal dat Ontario de Challenge Trophy binnenhaalde en hun eerste eindwinst sinds 1951.
| Datum        |                         | Uitslag |                          |
| ------------ | ----------------------- | ------- | ------------------------ |
| 30 september | Calgary Buffalo Kickers | 0–1     | Toronto Ballymena United |